# Hartashen (Shirak)
Pour l’article homonyme, voir Hartashen (Syunik).
Hartashen (en arménien Հարթաշեն) est une communauté rurale du marz de Shirak en Arménie. En 2008, elle compte 180 habitants.